# 帕斯圖申科河
帕斯圖申科河（烏克蘭語：Пастушенко），是烏克蘭西南部的河流，屬於索布河的右支流。該河流經文尼察州的文尼察區，河道全長5公里，河畔城鎮有佐濟夫。